# Freiamt (Niemcy)
Freiamt – miejscowość i gmina w Niemczech, w kraju związkowym Badenia-Wirtembergia, w rejencji Fryburg, w regionie Südlicher Oberrhein, w powiecie Emmendingen, wchodzi w skład wspólnoty administracyjnej Emmendingen. Leży w Schwarzwaldzie, ok. 7 km na północny wschód od Emmendingen.

## Dzielnice
- Brettental
- Keppenbach
- Mußbach
- Ottoschwanden
- Reichenbach

## Współpraca
Miejscowość partnerska:
- De Pinte, Belgia